# Cajus Gábor
Cajus Gábor (Szeged, 1802 – Szeged, 1865) orvos.

## Élete
Zsidó származású volt, később a keresztény vallásra tért és Szegeden volt kórházi, azután magánorvos. A szegedi főgimnáziumba járó szegény sorsú és jó előmenetelű tanulók részére 1000 forintos ösztöndíj-alapítványt tett.

## Munkái
- Dissertatio inaug. medica. De lingua et signo. Pestini, 1832.
- Cikke: Das Rochusspital in Szegedin. (Zeitschrift für Natur- und Heilkunde 1852.)